# Grotkerk

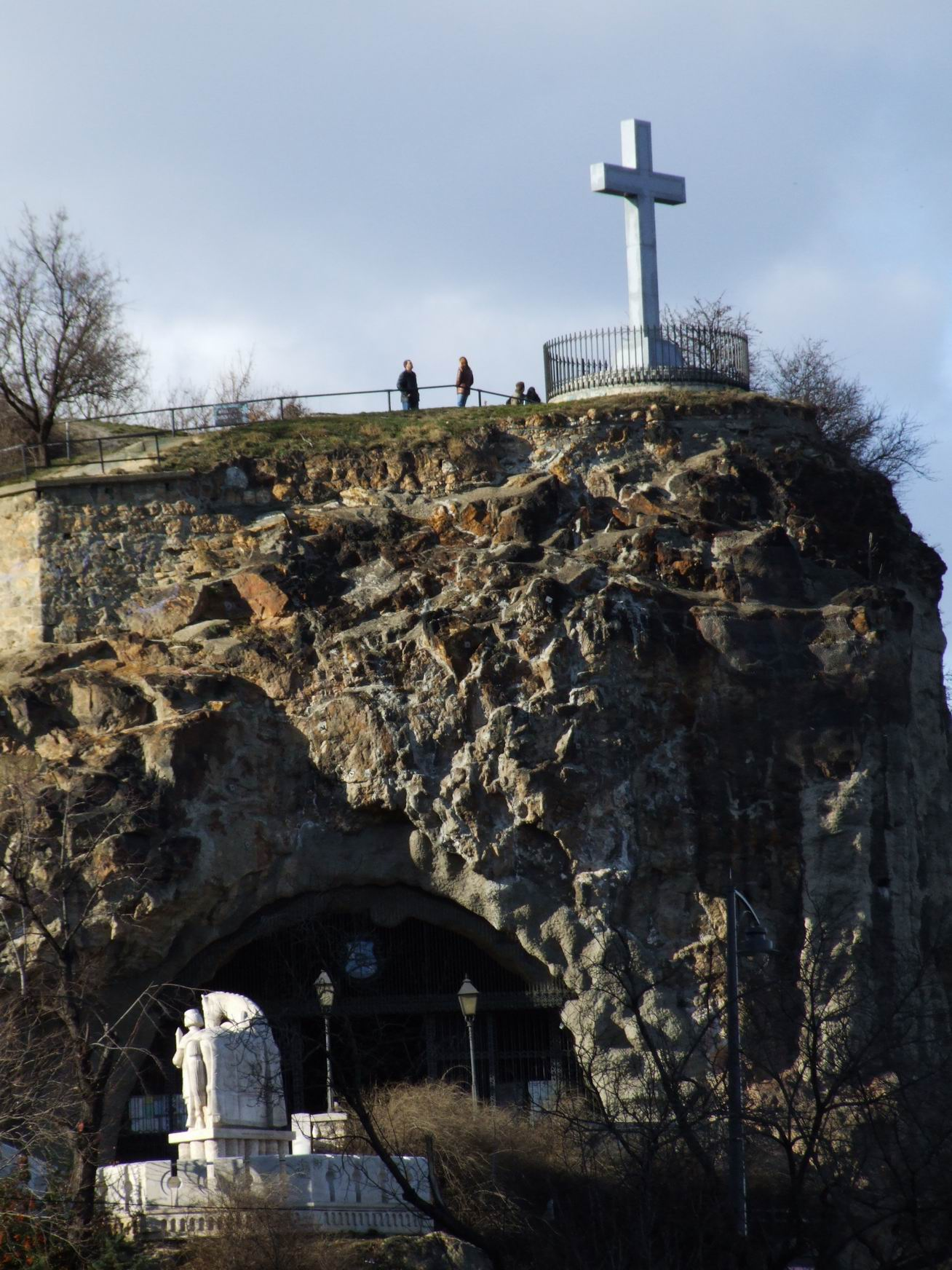
Grotkerk

De Grotkerk (Sziklatemplom) is een kerkgebouw in Boedapest dat zich op de zuidelijke helling van de Gellértheuvel in het stadsdeel Boeda bevindt.
Het gebouw stamt uit 1926, en is door Kálman Lux ontworpen. Het is gebaseerd op het Mariaheiligdom Lourdes. Het gebouw was bestemd voor de Paulische Orde, die in 1786 door keizer Jozef II in het Habsburgse rijk was verboden. In 1934 kwamen er 15 paters terug uit Polen.
Hun verblijf duurde tot eind jaren 50, toen de communistische overheid de activiteiten van de orde opnieuw verbood. In 1989 werd de kerk heropend door paus Johannes-Paulus II. Het door Győző Sikota ontworpen granieten altaar werd hierbij ingewijd. Links in de kerk staat een kopie van de Zwarte Madonna van Częstochowa en een afbeelding van een Poolse Arend. Verder hangt er ook een schilderij van de Poolse Sint-Kolbe. Achter de Sint-Stefanuskapel bevindt zich het klooster.